# Місце сили (фільм)
«Місце сили» — український документальний фільм режисерки та сценаристки Тетяни Станєвої про самобутність болгарського села Криничне, що в Болградському районі Одеської області України.
Українська прем'єра фільму відбулася 9 грудня 2018 року у Будинку кіно в Києві.

## Синопсис
На березі озера Ялпуг — найбільшого в Україні — на початку XIX століття біженці-болгари заснували село Чешме-Варуіт — відоме тепер як Криничне, що у Болградському районі. Понад 200 років вони бережуть свій діалект, традиції та фольклор, займаються виноробством та вирощуванням арпаджика (насінкова цибуля).
Авторка фільму народилася у Криничному. Сюжет фільму відображає унікальність жителів Криничного та конфлікт старого та нового, сучасності й традицій, майбутнього з минулим. Фільм змушує глядача шукати відповідь на питання: хто я?
У фільму звучать народні пісні «Иван на Донка демаше» у виконанні Варвари Бурлакової, «Тръгнала Рада Радо льо» у виконанні Марії Бальчевої, «Лиляно, моме, Лиляно» у виконанні криничанок на винограднику, «Чи кой тропа, Донче плине, у нас на вратата?» у виконанні родини Янчевих-Дукових.
Фільм-присвята бабці режисерки Ользі Іванівні Станєвій (1931–1998).

## Зйомки
Виробництво фільму тривало чотири з половиною місяці. Всі зйомки проходили безпосередньо у селі Криничне у серпні та вересні 2018 року під час збору винограду. Останні кадри були відзняті під час урочистого святкування 205–річчя заснування села.
Спонсором та партнером виробництва фільму виступила Громадська організація «Центр розвитку Бессарабії».
Робоча назва фільму була «Криничне» — Чушмелій. Згодом фільм отримав остаточну назву — «Місце сили».
У фільмі знімалися мешканці села Криничне. Головні герої — Варвара Бурлакова, Марія Жекова, Георгій Деміров, Іван Деміров, Тетяна Янчева-Дукова, Тетяна Станєва, Іван Плачков, Степан Вєліков, Роман Чернієнко, Христина Ніколова (Янікова), Генадій Янєв, Іван Маринов, Катерина Станєва, Іван Станєв, Домнікія Желяскова, Віктор Куртєв, вчителя та учні криничненської школи, випускники, абітурієнти та студенти.
У складі знімальної групи — Тетяна Станева, яка виступила продюсеркою та режисеркою фільму, Ян Лелюк — оператор-постановник та режисер монтажу, Дмитро Богач — оператор-постановник, Олександр Барон — фотограф, Заріна Арчакова — художня керівниця.

## Реліз
Національна прем’єра відбулася 9 грудня 2018 року у київському Будинку Кіно Під час заходу відбулася фотовиставка Олександра Барона та Тетяни Янчевой-Дукової. Прем'єрний показ в Одесі на Гагарінському Плато відбувся 14 грудня, а 15-го його показали в селі Криничне.
В ніч перед прем’єрою, 14 грудня, в рідному селі, у віці 96 років, помирає один з головних героїв-оповідачів дід Георгій Деміров, який пережив голод та сталінські репресії. Був висланий на 10 років до Сибіру й до проголошення незалежності залишався ворогом народу. Вперше, спеціально для фільму, розказав свою історію публічно. 
Міжнародна прем'єра відбулася 29 березня 2019 року у кінотеатрі Люм'єр у Софії (Болгарія).
Показ фільму відбувся в Болгарії на кінофестивалі «Sofia Biting Docs 2019», та в Чехії на Silver market (в рамках кінофестивалю «Ji.hlava film festival»).

## Комп’ютерна гра
За мотивами документального фільму «Місце сили» триває робота по створенню однойменної комп’ютерної гри.
Перша науково-практична конференція з розробки комп'ютерної гри відбулася 9 березня 2019 року в Ізмаїльському державному гуманітарному університеті. На меті проєкту — оцифровка та збереження інформації з минулого для її передачі у майбутнє. У проєкті використовується більш широке використання матеріалу, ніж це змогли вмістити 100 хвилин екранного часу фільму. Крім того, учні Криничанської школи отримують безпосередні практичні навички з програмування.